# Jordskott
Jordskott  é uma série de televisão sueca exibida pela SVT desde 16 de fevereiro de 2015.

## Enredo
A comissária criminal Eva Thörnblad retorna à sua antiga cidade natal, a pequena fazenda Silverhöjd, sete anos depois que sua filha Josefine desapareceu em um lago na floresta. O corpo nunca foi encontrado e a menina deveria ter se afogado. Agora um menino desapareceu sem deixar vestígios e Eva quer descobrir se há uma conexão com o desaparecimento de sua filha. Ao mesmo tempo, ela cuidará do legado de seu pai, o grande empreendedor Johan Thörnblad. A busca pelas crianças desaparecidas coloca Eva perante várias escolhas difíceis, e ao mesmo tempo, ela obtém uma imagem totalmente nova de seu pai, com memórias muito recuadas no tempo.

## Elenco

### Elenco principal
- Moa Gammel como Eva Thörnblad
- Göran Ragnerstam como Göran Wass
- Richard Forsgren como Tom Aronsson
- Vanja Blomkvist como Ylva
- Ann Petrén como Martina Sigvardsson
- Mira Gustafsson como Ida Aronsson
- Henrik Knutsson como Nicklas Gunarsson
- Happy Jankell como Esmeralda
- Gustav Lindh como Jörgen Olsson
- Yohio como Linus

### Elenco recorrente

#### Primeira temporada (2015)
- Ville Virtanen como Harry Storm
- Lia Boysen como Gerda Gunnarsson
- Stina Sundlöf como Josefine Thörnblad
- Peter Andersson como Gustaf Borén
- Nour El-Refai como Victoria
- Felix Engström como Thomas Leander
- Ann-Sofie Rase como Jeanette Eriksson
- Lars-Erik Berenett como Johan Thörnblad
- Hans Mosesson como Olof Gran
- Johannes Brost como Pekka Koljonen
- Sigrid Johnson como Emma Eriksson

#### Segunda temporada (2017)
- Anders Berg como Jakob Reisner
- Ana Gil de Melo Nascimento como Bahar Holmqvist
- Anna Bjelkerud como Agneta Thörnblad
- Nikoletta Norrby como Maja Njyman
- Alexej Manvelov como Dante Milles/Dr. Parker
- Electra Hallman como Zara/Jotun Norrbacka
- Nuur Adam como Kalem,
- Gerhard Hoberstorfer como Gabriel Moreaux
- Rebecka Hemse como Laila Roos
- Eric Ericson como Inge Skyllqvist